# Mordslust
Mordslust ist eine deutsche Krimiserie, die dienstags von September bis Oktober 1995 im ZDF ausgestrahlt wurde. Sie basiert lose auf den Drehbüchern von Kurt Bartsch und Bent Ohle. Jede der 45-minütigen Folgen enthielt drei 15-minütige kurze, in sich abgeschlossene Kriminalgeschichten.

## Schauspieler und Rollen
In Mordslust gab es keine festen und durchgehenden Rollen. In den Folgen wirkten stets namhafte Darsteller wie Klausjürgen Wussow, Walter Giller, Nadja Tiller, Günter Junghans, Günther Maria Halmer, Jenny Gröllmann, Manfred Möck, Dieter Mann, Heinz Rennhack, Gerd Baltus, Peter Bause, Gila von Weitershausen, Jaecki Schwarz, Wolfgang Winkler, Jörg Gudzuhn, Dietrich Mattausch, Max Volkert Martens, Friedhelm Ptok, Günter Schubert, Franziska Troegner, Christine Schorn, Karin Gregorek, Regina Beyer, Johanna von Koczian, Uta Schorn, Anne Kasprik, Patrick Winczewski, Claudine Wilde, Wolf-Dietrich Berg, Wolfgang Winkler, Klaus Mikoleit, Antje Weisgerber, Stefan Behrens, Hans Peter Korff, Walter Plathe, Katja Woywood und Siegfried W. Kernen.

## Episoden
| Folge | Episode | Titel                               | Erstausstrahlung   |
| ----- | ------- | ----------------------------------- | ------------------ |
| 1     | 1a      | Tote leben gern                     | 19. September 1995 |
| 1     | 1b      | An einem Strang                     | 19. September 1995 |
| 1     | 1c      | Treffer                             | 19. September 1995 |
| 2     | 2a      | Mordsgeschäft                       | 26. September 1995 |
| 2     | 2b      | Rivale                              | 26. September 1995 |
| 2     | 2c      | Profi                               | 26. September 1995 |
| 3     | 3a      | Wo die Liebe hinfällt               | 3. Oktober 1995    |
| 3     | 3b      | Der Teufelskreis                    | 3. Oktober 1995    |
| 3     | 3c      | Spiel mir das Lied von der Spieluhr | 3. Oktober 1995    |
| 4     | 4a      | Und um vier kommt der Notar         | 10. Oktober 1995   |
| 4     | 4b      | Männer sind Schweine                | 10. Oktober 1995   |
| 4     | 4c      | Ein Würger kommt selten allein      | 10. Oktober 1995   |

## DVD-Veröffentlichung
- Mordslust – 12 Kurz-Krimis (Serien-Klassiker), Pidax Film, FSK 12, Laufzeit: ca. 181 Minuten, Erscheinungstermin: 24. März 2024.